# Pelleas und Melisande (Schönberg)
Pelleas und Melisande är en symfonisk dikt för orkester av Arnold Schönberg. Det är Schönbergs första kompletta orkesterverk och har opusnummer 5. Det blev färdigt i februari 1903 och publicerades 1912. Verket bygger på Maurice Maeterlincks pjäs Pelléas et Mélisande. Då Schönberg började att skriva på verket 1902 var han omedveten om att Debussys opera Pelléas och Mélisande just skulle ha premiär i Paris.

## Instrumentation
Verket är i d-moll och instrumenterat för stor orkester.
| Träblåsare piccolaflöjt 3 flöjter (nr 3 dubblar piccolaflöjt) 3 oboe (nr 3 dubblar engelskt horn) Engelskt horn Ess-klarinett 3 klarinetter i Bb, A (nr 3 dubblar basklarinett) Bass Clarinet 3 fagotter Kontrafagott Brass 8 horn i E, F 4 trumpeter i E, F Alttrombon 4 tenor-bastromboner Tuba | Slagverk Timpani (2 spelare) Triangel Cymbaler Tamtam Stor tenortrumma Bastrumma Klockspel Stråkar Violiner I, II (16 av varje) Viola (12) Celli (12) Kontrabasar (8) 2 harpor |

## Disposition
Verket består av en enda sats i flera mindre delar med följande föredragsbeteckningar:
- Die Viertel ein wenig bewegt — zögernd
- Heftig
- Lebhaft
- Sehr rasch
- Ein wenig bewegt
- Langsam
- Ein wenig bewegter
- Sehr langsam
- Etwas bewegt
- In gehender Bewegung
- Breit